# Neoregelia lillyae
Neoregelia lillyae är en gräsväxtart som beskrevs av Wilhelm Weber. Neoregelia lillyae ingår i släktet Neoregelia och familjen Bromeliaceae.

## Underarter
Arten delas in i följande underarter:
- N. l. acuminata
- N. l. lillyae